# ジェリーの仕返し
『ジェリーの仕返し』(原題：Of Feline Bondage、1965年製作)は、チャック・ジョーンズによる「トムとジェリー」の作品のひとつ。

## スタッフ
- 製作・監督 - チャック・ジョーンズ
- 共同監督 - モーリス・ノブル
- 脚本 - チャック・ジョーンズ、ドン・トゥスリー
- 原画 - ベン・ワーシャム、ケン・ハリス、ドン・トゥスリー、トム・レイ、ディック・トンプソン
- 背景 - ロバート・グリブブローク
- 音楽 - ユージン・ポッダニー
- インチャージオブプロダクション - レス・ゴールドマン
- フィルムプロセス -メトロカラー
- 制作 - MGMアニメーション/ビジュアル・アーツ（英語版）
- 配給 - メトロ・ゴールドウィン・メイヤー

## 作品内容
トムは得意のビリヤードで玉を突き、ジェリーは四方八方を転がる玉にしつこく追い回される羽目に。自分の家の中へ逃げ込んだが運悪くそこに8番の玉が飛んできてペチャンコにされてしまう。
散々トムにしてやられたジェリーはひどく落ち込む。そこへネズミの妖精が姿を現す。ジェリーは妖精に「どうかトムに仕返しさせてください」と必死に訴え、これまでの経緯を伝える。ジェリーに同情した妖精は、魔法で薬瓶をジェリーに渡し、何やら耳打ちすると不敵な笑みを浮かべ消えていった。
早速その薬を飲み干すジェリー。なんと姿がみるみるうちに消えてしまった。透明になったジェリーは、巣穴の外で新たに罠に引っ掛けてやろうと待ち伏せするトムにイタズラを働く。さらにハサミを使ってトムの毛を刈り始めた。
トムはわけもわからずオバケバサミに怯え逃げ惑うが、挙句の果てには全身の毛を刈られ、下着を露わにした哀れな姿と化してしまう。だが、それと同時に笑い転げるジェリーの姿がはっきりと浮かび上がる。透明薬の効果が切れたのだ。トムはその仕返しにジェリーの毛をビキニ娘のごとく刈ってしまう。
互いの姿を見合わせた二人は床に転げながら大爆笑し続けるのであった。

## 登場キャラクター
トム
ビリヤードの玉でジェリーを攻撃するが、やがて透明になったジェリーから反撃を喰らい毛を刈られる。最後は元通りになったジェリーの毛を刈る仕返しをした。
ジェリー
トムからビリヤードの玉攻撃を受けるが、ネズミの妖精から渡された透明インクを飲んで正体を隠しトムへ猛反撃。トムの毛をハサミで丸刈りにするが、透明インクの効果が切れるとトムから自身の毛を刈られる反撃を喰らった。
ネズミの妖精
トムにやられっぱなしだったジェリーからの訴えを聞き、「透明インク入り瓶」をジェリーに渡した。